# Vesime
Vesime, (Vesme en piemontès) és un municipi situat al territori de la província d'Asti, a la regió del Piemont (Itàlia).
Limita amb els municipis de Castino, Cessole, Cossano Belbo, Perletto, Roccaverano, Rocchetta Belbo i San Giorgio Scarampi.